# Risako Mitsui
Risako Mitsui (jap. 三井 梨紗子, Mitsui Risako; * 23. September 1993 in Shinjuku) ist eine ehemalige japanische Synchronschwimmerin.

## Erfolge
Risako Mitsui gab 2012 in London ihr Debüt bei Olympischen Spielen. Sowohl im technischen als auch im freien Programm erzielten die Japanerinnen in der Mannschaftskonkurrenz das fünftbeste Resultat und kamen auf 189,630 Gesamtpunkte. Olympiasieger wurden die Russinnen vor China und Spanien. Neben Mitsui gehörten Yumi Adachi, Aika Hakoyama, Yukiko Inui, Mayo Itoyama, Chisa Kobayashi, Mariko Sakai, Kurumi Yoshida und Mai Nakamura zum japanischen Aufgebot. Nachdem Mitsui bei der Sommer-Universiade 2013 in Kasan sowohl im Duett mit Yukiko Inui als auch mit der Mannschaft und in der Kombination die Silbermedaille gewonnen hatte, gelang ihr dieser Erfolg ein Jahr darauf auch bei den Asienspielen in Incheon. Hinter Huang Xuechen und Sun Wenyan aus China mit 185,1851 Punkten belegte sie mit Yukiko Inui mit 181,5388 Punkten den zweiten Rang im Duett. Auch mit der Mannschaft und in der Kombination musste sich die Mannschaft Japans der chinesischen Équipe geschlagen geben.
Bei den Weltmeisterschaften 2015 in Kasan sicherte sich Mitsui gleich vier Medaillen. Mit Yukiko Inui belegte sie im technischen Programm des Duetts hinter den Russinnen Natalja Ischtschenko und Swetlana Romaschina sowie Huang Xuechen und Sun Wenyan den dritten Platz. In den Mannschaftswettbewerben des freien und des technischen Programms kam es ebenso wie in der Kombination zur selben Podestzusammensetzung: die russische Mannschaft siegte vor China und den Japanerinnen um Risako Mitsui. Bei den Olympischen Spielen 2016 in Rio de Janeiro startete Mitsui im Gegensatz zu 2012 in zwei Wettbewerben. An der Seite von Yukiko Inui belegte sie in der Vorrunde des Duetts den dritten Platz und wiederholte diese Platzierung auch im Finale. Mit 188,0547 Punkten erhielten sie hinter den siegreichen Russinnen Natalja Ischtschenko und Swetlana Romaschina, die auf 194,9910 kamen, und den beiden Chinesinnen Huang Xuechen und Sun Wenyan mit 192,3688 Punkten die Bronzemedaille. Die Platzierungen waren somit eine Wiederholung des Weltmeisterschaftsfinals aus dem Vorjahr. Im Mannschaftswettbewerb erzielten die Japanerinnen 189,2056 Punkte, womit sie hinter Russland mit 196,1439 Punkten und China mit 192,9841 Punkten Dritte wurden. Neben Mitsui erhielten Aika Hakoyama, Yukiko Inui, Kei Marumo, Kanami Nakamaki, Mai Nakamura, Kano Omata, Kurumi Yoshida und Aiko Hayashi Bronze.
Die Spiele waren Mitsuis letzten internationalen Wettkämpfe.